# Hexathele exemplar
Hexathele exemplar är en spindelart som beskrevs av Arthur W. Parrott 1960. Hexathele exemplar ingår i släktet Hexathele och familjen Hexathelidae. Inga underarter finns listade i Catalogue of Life.